# Takao Kato
Takao Kato (加戸 誉夫?, Kato Takao; 1963) è un regista e animatore giapponese di anime, noto soprattutto per aver diretto le serie televisive di To Love-Ru, Pandora Hearts e Rio: Rainbow Gate!.